# Teatr 6. piętro
Teatr 6. piętro – prywatny teatr w Warszawie, którego współwłaścicielami i dyrektorami są: Michał Żebrowski i Eugeniusz Korin. Teatr ma siedzibę w Sali Koncertowej na szóstym piętrze Pałacu Kultury i Nauki.

## Historia
Teatr 6. piętro mieści się w Pałacu Kultury i Nauki w Warszawie, na szóstym piętrze, co uzasadnia jego nazwę. Siedziba teatru to dawna Sala Koncertowa o powierzchni 840 m², w tym widownia mieszcząca 476 foteli. Został założony został jako prywatna spółka (Spółka Żebrowski & Korin ProSkene) w roku 2009. Od tego czasu jest prowadzony jest przez Michała Żebrowskiego, początkowo jako dyrektora artystycznego (obecnie pełni funkcję dyrektora naczelnego), oraz Eugeniusza Korina, który początkowo był dyrektorem programowym (obecnie pełni funkcję dyrektora artystycznego).
Teatr rozpoczął działalność 6 marca 2010 roku premierą komedii Woody’ego Allena Zagraj to jeszcze raz, Sam. Spektakl, w reżyserii Eugeniusza Korina, zainaugurował tryptyk Miłość, Zdrada i Przebaczenie według Woody Allena. W roku rozpoczęcia działalności odbyły się jeszcze 2 inne premiery: musicalu Maszyna do liczenia Elmera Rice’a oraz komedii Fredro dla dorosłych - Mężów i Żon na podstawie sztuki Aleksandra Fredry. 
Jako kolejne wystawione zostały:
- komedia Molière‘a Chory z urojenia (premiera 17 września 2011) w reżyserii zbiorowej, z udziałem m.in. Andrzeja Grabowskiego i jego córek Anny i Zuzanny, Anny Korcz, Joanny Kurowskiej, Wojciecha Pokory / Henryka Talara[4].
- sztuka Willy’ego Russella Edukacja Rity (premiera 5 listopada 2011) w reżyserii Macieja Wojtyszki z kreacjami Małgorzaty Sochy i Piotra Fronczewskiego[5];
- Po drodze do Madison (premiera 10 grudnia 2011) w reżyserii Grzegorza Warchoła, z Dorotą Segdą i Danielem Olbrychskim – adaptacja powieści Roberta Jamesa Wallera Co się zdarzyło w Madison County (spektakl zrealizowany w ramach obchodów jubileuszu 50-lecia pracy artystycznej Daniela Olbrychskiego)[6].
- druga część tryptyku Miłość, Zdrada i Przebaczenie – Central Park West (polska prapremiera 31 marca 2012) w przekładzie, inscenizacji i reżyserii Eugeniusza Korina, z udziałem Joanny Żółkowskiej, Małgorzaty Foremniak, Piotra Gąsowskiego, Julii Pietruchy / Agnieszki Sienkiewicz i Wojciecha Wysockiego.
- tragikomedia Bóg mordu Yasminy Rezy (premiera 10 listopada 2012) w reżyserii Małgorzaty Bogajewskiej – kreacja aktorskiego kwartetu w składzie: Izabela Dąbrowska, Cezary Pazura, Anna Dereszowska i Michał Żebrowski[7].
- Czechow żartuje (premiera 21 grudnia 2013) według pomysłu i w reżyserii Eugeniusza Korina – zbiór wszystkich jednoaktówek Antoniego Czechowa, zagrany przez Annę Dereszowską, Andrzeja Grabowskiego i Wojciecha Malajkata.
- Bromba w sieci (premiera 8 marca 2014) autorstwa Macieja Wojtyszki i w jego reżyserii, pierwszy spektakl dla dzieci i młodzieży wystawiony na deskach Teatru 6.piętro.

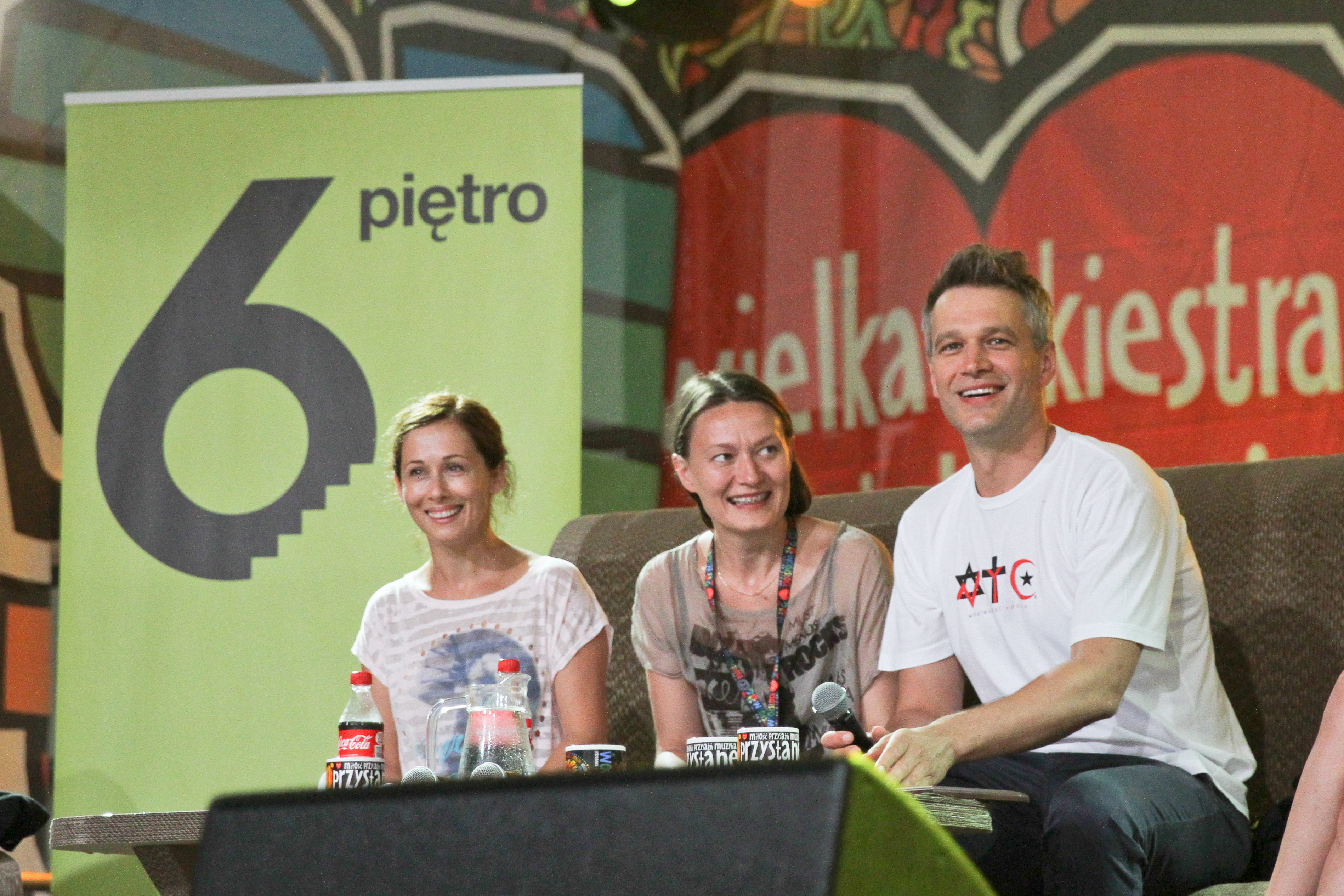
Teatr na Przystanku Woodstock w 2014 r.
(Na zdjęciu od lewej: Jolanta Fraszyńska, Małgorzata Bogajewska, Michał Żebrowski)

Poza produkcją spektakli teatralnych, Teatr 6.piętro realizuje także projekty specjalne, m.in. cykl koncertów Wyższy Poziom Muzyki, w którym udział wzięli Kayah & Royal Quartet, Leszek Możdżer Bauer m.Bunio.s. z projektem Lutosfera, Urszula Dudziak, zespół „Smolik” i zespół „Kroke”, czy cykl Teatr 6.piętro Koncertowo, gdzie do tej pory wystąpili m.in. Gaba Kulka, Waglewski, Fisz, Emade, Czesław Śpiewa, Anna Dereszowska, Alicja Majewska, Hanna Banaszak czy Andrzej Poniedzielski.

## Spektakle
- Zagraj to jeszcze raz, Sam (2010)[8]
- Maszyna do liczenia (2010)[3]
- Fredro dla dorosłych – Mężów i Żon (2010)[9]
- Chory z urojenia (2011)[4]
- Edukacja Rity (2011)[5]
- Po drodze do Madison (2011)[6]
- Central Park West (2012)[10]
- Bóg mordu (2012)[7]
- Czechow żartuje (2013)[11]
- Bromba w sieci (2014)[12]
- Młynarski obowiązkowo!! (2015)[13]
- Wujaszek Wania (2015)
- Miłość w Saybrook (2016)[14]
- Święta z innej planety (2016)[15]
- Niezwyciężony (2017)[16]
- Ożenek (2017)[17]
- Ucho Prezesa, czyli SCHEDA (2018)[18]
- Szkło kontaktowe live and touch (2018)[19]
- Klub Komediowy dzieciom (2019)
- Samotny Zachód (2019)
- Piękna Lucynda (2019)[20]
- Art (2020)[21]
- Sinatra 100+ (2021)[22]
- ATR czyli Antykryzysowa Tarcza Rozrywkowa (2022)[23]
- Bliżej (2022)[24]
- edukując RITĘ (2023)
- [Things We Do for] LOVE (2023)
- Handlarze Gumek (premiera czerwiec 2024)

## Pracownicy teatru
- Dyrektor naczelny – Michał Żebrowski
- Dyrektor artystyczny – Eugeniusz Korin[2]

## Aktorzy
Teatr nie zatrudnia stałego zespołu aktorskiego. Aktorzy, którzy występują, bądź występowali w obsadzie spektakli w Teatrze 6. piętro:

- Szymon Bobrowski,
- Anna Cieślak,
- Mikołaj Cieślak,
- Janusz Chabior,
- Izabela Dąbrowska,
- Anna Dereszowska,
- Krzysztof Dracz,
- Małgorzata Foremniak,
- Jolanta Fraszyńska,
- Piotr Głowacki,
- Robert Górski,
- Katarzyna Grabowska,
- Zuzanna Grabowska,
- Kazimierz Kaczor,
- Adriana Kalska,
- Anna Korcz,
- Paweł Koślik,
- Rafał Królikowski,
- Weronika Książkiewicz,
- Barbara Kurdej-Szatan,
- Joanna Kurowska,
- Marta Kurzak,
- Katarzyna Kwiatkowska,
- Joanna Liszowska,
- Sylwester Maciejewski,
- Maria Pakulnis,
- Maria Pawłowska,
- Andrzej Perchuć,
- Julia Pietrucha,
- Tomasz Sapryk,
- Tomasz Schimscheiner,
- Dorota Segda,
- Agnieszka Sienkiewicz,
- Małgorzata Socha,
- Mikołaj Roznerski,
- Joanna Żółkowska,
- Konrad Darocha,
- Bartłomiej Firlet,
- Piotr Fronczewski,
- Piotr Gąsowski,
- Kuba Gąsowski,
- Andrzej Grabowski,
- Mateusz Lisiecki,
- Daniel Olbrychski,
- Cezary Pazura,
- Piotr Piksa,
- Wojciech Pokora,
- Andrzej Poniedzielski,
- Dorota Stalińska,
- Andrzej Szopa,
- Borys Szyc,
- Hanna Śleszyńska,
- Henryk Talar,
- Maciej Marcin Tomaszewski,
- Krzysztof Tyniec,
- Kuba Wojewódzki,
- Wojciech Wysocki,
- Wiktor Zborowski,
- Cezary Żak,
- Michał Żebrowski,
- Lesław Żurek,
- Pola Gonciarz,
- Mateusz Damięcki
- Michał Barczak,
- Karolina Piwosz,
- Grzegorz Małecki,
- Katarzyna Dąbrowska,
- Maria Dębska,
- Mirosław Baka,